# Rally van Mexico 2008
De Rally van Mexico 2008, formeel 22º Corona Rally México, was de 22e editie van de Rally van Mexico en de derde ronde van het wereldkampioenschap rally in 2008. Het was de 442e rally in het wereldkampioenschap rally die georganiseerd wordt door de Fédération Internationale de l'Automobile (FIA). De start en finish was in León.

## Programma
| Etappe | Datum               | Klassementsproeven | Competitieve afstand |
| ------ | ------------------- | ------------------ | -------------------- |
| 1      | Vrijdag 29 februari | 8                  | 135,74 kilometer     |
| 2      | Zaterdag 1 maart    | 8                  | 157,32 kilometer     |
| 3      | Zondag 2 maart      | 4                  | 60,69 kilometer      |
|        |                     |                    |                      |
| Totaal | Totaal              | 20                 | 353,75 kilometer     |

## Resultaten
| Algemene top tien | Algemene top tien | Algemene top tien    | Algemene top tien                  | Algemene top tien | Algemene top tien | Algemene top tien                   | Algemene top tien                   |
| Pos.              | #                 | Rijder               | Auto                               | Gr/kl             | Tijd              | Eerste                              | Punten                              |
| Pos.              | #                 | Navigator            | Inschrijving                       | C                 | Straftijd         | Vorige                              | Punten                              |
| ----------------- | ----------------- | -------------------- | ---------------------------------- | ----------------- | ----------------- | ----------------------------------- | ----------------------------------- |
| 1.                | 1                 | Sébastien Loeb       | Citroën C4 WRC                     | A8                | 3:33:29,9         | 0:00                                | 10                                  |
| 1.                | 1                 | Daniel Elena         | Citroën Total WRT                  | C                 |                   | =                                   | 10                                  |
| 2.                | 6                 | Chris Atkinson       | Subaru Impreza S12B WRC 07         | A8                | 3:34:36,0         | + 1:06,1                            | 8                                   |
| 2.                | 6                 | Stéphane Prévot      | Subaru World Rally Team            | C                 |                   | + 1:06,1                            | 8                                   |
| 3.                | 4                 | Jari-Matti Latvala   | Ford Focus RS WRC 07               | A8                | 3:35:09,6         | + 1:39,7                            | 6                                   |
| 3.                | 4                 | Miikka Anttila       | BP Ford Abu Dhabi World Rally Team | C                 |                   | + 33,6                              | 6                                   |
| 4.                | 3                 | Mikko Hirvonen       | Ford Focus RS WRC 07               | A8                | 3:37:08,6         | + 3:38,7                            | 5                                   |
| 4.                | 3                 | Jarmo Lehtinen       | BP Ford Abu Dhabi World Rally Team | C                 |                   | + 1:59,0                            | 5                                   |
| 5.                | 10                | Henning Solberg      | Ford Focus RS WRC 07               | A8                | 3:38:27,8         | + 4:57,9                            | 4                                   |
| 5.                | 10                | Cato Menkerud        | Stobart VK Ford Rally Team         | C                 | 0:10              | + 1:19,2                            | 4                                   |
| 6.                | 8                 | Matthew Wilson       | Ford Focus RS WRC 07               | A8                | 3:39:58,8         | + 6:28,9                            | 3                                   |
| 6.                | 8                 | Scott Martin         | Stobart VK Ford Rally Team         | C                 |                   | + 1:31,0                            | 3                                   |
| 7.                | 9                 | Federico Villagra    | Ford Focus RS WRC 07               | A8                | 3:52:32,9         | + 19:03,0                           | 2                                   |
| 7.                | 9                 | Jorge Pérez Companc  | Munchi's Ford WRT                  | C                 | 2:00              | + 12:34,1                           | 2                                   |
| 8.                | 42                | Sébastien Ogier      | Citroën C2 S1600                   | A6                | 3:58:54,8         | + 25:24,9                           | 1                                   |
| 8.                | 42                | Julien Ingrassia     | Équipe de France FFSA              | A6                | 0:50              | + 6:21,9                            | 1                                   |
| 9.                | 32                | Jaan Mölder jr.      | Suzuki Swift S1600                 | A6                | 4:00:26,7         | + 26:56,8                           |                                     |
| 9.                | 32                | Frédéric Miclotte    | Jaan Mölder jr.                    | A6                |                   | + 1:31,9                            |                                     |
| 10.               | 34                | Michał Kościuszko    | Suzuki Swift S1600                 | A6                | 4:02:00,0         | + 28:30,1                           |                                     |
| 10.               | 34                | Maciej Szczepaniak   | Michał Kościuszko                  | A6                |                   | + 1:33,3                            |                                     |
| DNF top tien      |                   |                      |                                    |                   |                   |                                     |                                     |
| Pos.              | #                 | Rijder               | Auto                               | Gr/kl             | KP                | Reden                               | Reden                               |
| Pos.              | #                 | Navigator            | Inschrijving                       | C                 | KP                | Reden                               | Reden                               |
| DNF               | 7                 | Gigi Galli           | Ford Focus RS WRC 07               | A8                | 4                 | Mechanisch                          | Mechanisch                          |
| DNF               | 7                 | Giovanni Bernacchini | Stobart VK Ford Rally Team         | C                 | 4                 | Mechanisch                          | Mechanisch                          |
| DNF               | 11                | Toni Gardemeister    | Suzuki SX4 WRC                     | A8                | 4                 | Motor                               | Motor                               |
| DNF               | 11                | Tomi Tuominen        | Suzuki World Rally Team            | C                 | 4                 | Motor                               | Motor                               |
| DNF               | 12                | Per-Gunnar Andersson | Suzuki SX4 WRC                     | A8                | 4                 | Motor                               | Motor                               |
| DNF               | 12                | Jonas Andersson      | Suzuki World Rally Team            | C                 | 4                 | Motor                               | Motor                               |
| EX                | 15                | Ricardo Triviño      | Peugeot 206 WRC                    | A8                | 20                | Uitgesloten - illegale handschoenen | Uitgesloten - illegale handschoenen |
| EX                | 15                | Checo Salom          | Ricardo Triviño                    | A8                | 20                | Uitgesloten - illegale handschoenen | Uitgesloten - illegale handschoenen |
| DNF               | 40                | Miloš Komljenović    | Renault Clio R3                    | A7                | 5                 | Motor                               | Motor                               |
| DNF               | 40                | Aleksandar Jeremić   | AMSK Interspeed Racing Team        | A7                | 5                 | Motor                               | Motor                               |
| DNF               | 61                | Jan Kopecký          | Fiat Abarth Grande Punto S2000     | N4                | 2                 | Oliepomp                            | Oliepomp                            |
| DNF               | 61                | Petr Starý           | Jan Kopecký                        | N4                | 2                 | Oliepomp                            | Oliepomp                            |
| DNF               | 63                | Spyros Pavlides      | Subaru Impreza STi                 | N4                | 1                 | Onbekend                            | Onbekend                            |
| DNF               | 63                | Denis Giraudet       | Spyros Pavlides                    | N4                | 1                 | Onbekend                            | Onbekend                            |
| DNF               | 67                | Omar Chávez          | Peugeot 206 XS                     | A6                | 9                 | Onbekend                            | Onbekend                            |
| DNF               | 67                | Augustina Basquez    | Omar Chávez                        | A6                | 9                 | Onbekend                            | Onbekend                            |
| DNF               | 69                | José Félix Palacios  | Mitsubishi Lancer Evo V            | N4                | 17                | Mechanisch                          | Mechanisch                          |
| DNF               | 69                | Marcelino Segura     | José Félix Palacios                | N4                | 17                | Mechanisch                          | Mechanisch                          |
| DNF               | 75                | Alfredo Loranca      | Renault Clio RS                    | N3                | 11                | Wielophanging                       | Wielophanging                       |
| DNF               | 75                | Mauricio Iglesias    | Alfredo Loranca                    | N3                | 11                | Wielophanging                       | Wielophanging                       |

| JWRC top drie | JWRC top drie     | JWRC top drie |
| Pos.          | Rijder            | Pnt.          |
| ------------- | ----------------- | ------------- |
| 1             | Sébastien Ogier   | 10            |
| 2             | Jaan Mölder       | 8             |
| 3             | Michał Kościuszko | 6             |

## Statistieken

#### Klassementsproeven
| Etappe | Datum       | KP | Starttijd | Naam            | Lengte   | Snelste rijder                 | Tijd          | Gem. snelheid | Rallyleider        |
| ------ | ----------- | -- | --------- | --------------- | -------- | ------------------------------ | ------------- | ------------- | ------------------ |
| 1      | 29 februari | 1  | 8:28      | Alfaro 1        | 22,96 km | Jari-Matti Latvala             | 14:14,6       | 96,72 km/u    | Jari-Matti Latvala |
| 1      | 29 februari | 2  | 9:51      | Ortega 1        | 23,83 km | Sébastien Loeb                 | 14:11,8       | 100,71 km/u   | Jari-Matti Latvala |
| 1      | 29 februari | 3  | 10:39     | El Cubilete 1   | 18,87 km | Sébastien Loeb                 | 11:51,5       | 95,48 km/u    | Jari-Matti Latvala |
| 1      | 29 februari | 4  | 13:02     | Alfaro 2        | 22,96 km | Petter Solberg                 | 14:02,5       | 98,11 km/u    | Jari-Matti Latvala |
| 1      | 29 februari | 5  | 14:25     | Ortega 2        | 23,83 km | Jari-Matti Latvala             | 14:00,1       | 102,12 km/u   | Jari-Matti Latvala |
| 1      | 29 februari | 6  | 15:13     | El Cubilete 2   | 18,87 km | Jari-Matti Latvala             | 11:45,5       | 96,29 km/u    | Jari-Matti Latvala |
| 1      | 29 februari | 7  | 16:33     | Super Special 1 | 2,21 km  | Petter Solberg                 | 1:41,7        | 78,23 km/u    | Jari-Matti Latvala |
| 1      | 29 februari | 8  | 16:38     | Super Special 2 | 2,21 km  | Sébastien Loeb                 | 1:42,0        | 78,00 km/u    | Jari-Matti Latvala |
|        |             |    |           |                 |          |                                |               |               | Jari-Matti Latvala |
| 2      | 1 maart     | 9  | 8:24      | Ibarrilla 1     | 29,90 km | Sébastien Loeb                 | 18:35,7       | 96,48 km/u    | Jari-Matti Latvala |
| 2      | 1 maart     | 10 | 9:47      | Duarte 1        | 23,27 km | Sébastien Loeb                 | 18:19,6       | 76,18 km/u    | Sébastien Loeb     |
| 2      | 1 maart     | 11 | 10:38     | Derramadero 1   | 23,27 km | Daniel Sordo                   | 14:04,6       | 99,23 km/u    | Sébastien Loeb     |
| 2      | 1 maart     | 12 | 13:12     | Ibarrilla 2     | 29,90 km | Sébastien Loeb                 | 18:21,0       | 97,77 km/u    | Sébastien Loeb     |
| 2      | 1 maart     | 13 | 14:35     | Duarte 2        | 23,27 km | Daniel Sordo                   | 17:56,2       | 77,84 km/u    | Sébastien Loeb     |
| 2      | 1 maart     | 14 | 15:26     | Derramadero 2   | 23,27 km | Henning Solberg                | 13:52,9       | 100,62 km/u   | Sébastien Loeb     |
| 2      | 1 maart     | 15 | 16:41     | Super Special 3 | 2,21 km  | Henning Solberg Sébastien Loeb | 1:41,9        | 78,08 km/u    | Sébastien Loeb     |
| 2      | 1 maart     | 16 | 16:46     | Super Special 4 | 2,21 km  | Chris Atkinson Sébastien Loeb  | 1:40,8        | 78,93 km/u    | Sébastien Loeb     |
|        |             |    |           |                 |          |                                |               |               | Sébastien Loeb     |
| 3      | 2 maart     | 17 | 8:28      | León            | 16,09 km | Jari-Matti Latvala             | 10:43,3       | 90,04 km/u    | Sébastien Loeb     |
| 3      | 2 maart     | 18 | 8:56      | Guanajuatito    | 22,30 km | Neutralisatie                  | Neutralisatie | Neutralisatie | Sébastien Loeb     |
| 3      | 2 maart     | 19 | 10:19     | Comanjilla      | 17,88 km | Mikko Hirvonen                 | 10:12,7       | 105,06 km/u   | Sébastien Loeb     |
| 3      | 2 maart     | 20 | 11:34     | Super Special 5 | 4,42 km  | Daniel Sordo                   | 3:19,3        | 79,84 km/u    | Sébastien Loeb     |

| KP overwinningen   | KP overwinningen |
| Rijder             | Aantal           |
| ------------------ | ---------------- |
| Sébastien Loeb     | 8                |
| Jari-Matti Latvala | 4                |
| Daniel Sordo       | 3                |
| Henning Solberg    | 2                |
| Petter Solberg     | 2                |
| Chris Atkinson     | 1                |
| Mikko Hirvonen     | 1                |

## Kampioenschap standen

#### Rijders
|   | Pos. | Rijder             | Pnt. |
| - | ---- | ------------------ | ---- |
| = | 1    | Mikko Hirvonen     | 21   |
| 1 | 2    | Sébastien Loeb     | 20   |
| 1 | 3    | Jari-Matti Latvala | 16   |
| 2 | 4    | Chris Atkinson     | 14   |
| 1 | 5    | Gigi Galli         | 9    |

#### Constructeurs
|   | Pos. | Constructeur                       | Pnt. |
| - | ---- | ---------------------------------- | ---- |
| = | 1    | BP Ford Abu Dhabi World Rally Team | 37   |
| 2 | 2    | Citroën Total WRT                  | 25   |
| = | 3    | Subaru World Rally Team            | 25   |
| 2 | 4    | Stobart VK Ford Rally Team         | 19   |
| 1 | 5    | Munchi's Ford WRT                  | 6    |

- Noot: Enkel de top 5-posities worden in beide standen weergegeven.